# Giannina Censi
Giannina Censi (* 25. Januar 1913 in Mailand, Italien; † 5. Mai 1995 in Voghera, Italien) war eine italienische Balletttänzerin und Choreografin. Sie war eine der berühmtesten italienischen Tänzerinnen und Choreografinnen und ist vor allem für ihre Arbeit in der künstlerischen Bewegung des Futurismus bekannt.

## Leben und Werk
Censi war die Tochter des Komponisten und Musikprofessors am Mailänder Konservatorium, Carlo Censi, und der Pianistin und Sängerin Carla Ferrario, Schwester der Fliegerin Rosina Ferrario. Sie erhielt eine Ausbildung unter der Leitung von Angelina Gini, einer Tänzerin in der Mailänder Scala, nach der von Enrico Cecchetti entwickelten Methode. Ihre ersten Auftritte fanden 1929 am Licinium-Theater in Erba (Lombardei) in klassischen Aufführungen im Corps de Ballet der russischen Choreografin Jia Ruskaja statt. Im selben Jahr versuchte sie sich auch in der Choreografie und experimentierte mit einer neuen Art von Tanz, der anders als der klassische Tanz war.
1930 ging sie nach Paris, wo sie klassische Tanzkurse bei der Russin Lubov Egorova besuchte und indischen Tanzunterricht bei Uday Shankar nahm und spanischen Tanz bei einem Argentinier studierte. Nachdem sie in den 1930er Jahren mit dem futuristischen Umfeld in Kontakt gekommen war, wurde sie zu einer führenden Interpretin futuristischer Tänze wie Aerodanza, für die sie oft choreografierte. In den Jahren von 1930 bis 1934 war sie eine der führenden Performerinnen in futuristischen Aerodance-Performances. Am 14. März 1930 choreografierte sie während des Futuristenabends im Castello Sforzesco in Mailand Oppio e Grottesco meccanico zur Musik von Gian Francesco Malipiero und Riccardo Pick-Mangiagalli.

## Aerodanza
Der Futurismus als Bewegung ist auch dafür bekannt, dass er im Kern eine sehr frauenfeindliche Bewegung ist. Censi schaffte es in eine so frauenfeindliche Bewegung wie den Futurismus einzudringen. Ihr Tanz verwirklichte die von den Futuristen gewünschte Verschmelzung von Mensch und Maschine. Einige Kritiker weisen darauf hin, dass sie durch die Mechanisierung ihres Körpers ihre Weiblichkeit aufgibt und nicht wirklich als Frau in den Futurismus einbricht, sondern eher als eine Art Cyborg.
In Aerodanza versuchte Censi den „multiplizierten Körper“ zu erschaffen, indem sie sich selbst, den Piloten und das Flugzeug in einem Tanz verschmolz, indem sie sehr mechanische Bewegungen verwendete. Sie breitete ihre Arme wie Flügel aus und ihre Ellbogen und Knie waren in scharfen Winkeln gebeugt wie mechanische Gelenke. Das damalige Publikum war von diesem ungewöhnlichen Tanzstil fasziniert. Censis Ziel war es, die Lyrik auszudrücken, die die Futuristen der zweiten Welle in der damaligen Luftfahrttechnologie sahen.
Beginnend mit ihrer ersten Tournee-Performance Simultanina im Jahr 1931 setzte sie geometrische, rhythmische, ruckartige Gesten ein, die dem gesamten Körper eine einzigartige Plastizität verliehen. In ihrem berühmten Danza aerofuturista trug Censi einen von Enrico Prampolini entworfenen Fliegeranzug und eine Mütze aus metallischem Stoff. In diesem Kostüm bewegte sie sich zu vereinzelten Musiknoten und zuckte mit Beinen und Armen im Takt der Rezitationen. Sie nahm manchmal unnatürliche, skulpturale Posen ein, die, festgehalten in einer umfangreichen Fotoserie, das sportliche Ideal der Futuristen zum Ausdruck bringen. In radikaleren Experimenten namens Tereodanze improvisierte Censi in völliger Stille vor dem Hintergrund futuristischer Gemälde, die scheinbar in schwindelerregende Ausblicke eingetaucht waren. In dieser Umgebung könnte sich der Körper der Tänzerin endgültig in die von der Bewegung gefeierte Flugmaschine verwandeln oder die Emotionen eines Piloten vermitteln, der das ausdrückt, was die Aeropainter des Futurismus den außerirdischen Geist nannten.
Sie bekam 1934 einen Sohn Cristiano Censi, der später Schauspieler wurde. 1936 beeinträchtigte eine Meniskusverletzung für einige Jahre ihre Auftritte und sie trat sie einigen Lichttheatergruppen bei und arbeitete auch mit Wanda Osiris und Riccardo Billi zusammen.

## Unterrichtstätigkeit in Ballettschulen
Nach dem Krieg eröffnete sie Tanzschulen in Sanremo, Genua, Rapallo und in Mailand, wo sie von 1954 bis 1980 unterrichtete, und eine Schule in Voghera, an der sie von den 1960er bis Anfang der 1990er Jahre als Lehrerin wirkte.
Die Rückkehr des Interesses der Kritiker an der futuristischen Erfahrung führte dazu, dass sie ab den 1970er Jahren in die Wiederbelebung des futuristischen Tanzes einbezogen wurde, wie beispielsweise in das futuristische Tanzprogramm, das 1979 im „Il Brandale“ von Savona stattfand.
Ihre Person war 1979 in der New Yorker Ausstellung zu sehen, die den Frauen der italienischen Avantgarde im Center for Italian Studies der Columbia University gewidmet war und von Mirella Bentivoglio kuratiert wurde. 1994 war sie Beraterin für Aero Dances auf der 2. Charleroi Dance Biennale in Belgien.
Sie starb 1995 in Voghera.
Vom 4. September 1997 bis zum 5. März 1998 zeigte das futuristische Kunsthaus Depero in Rovereto eine Giannina Censi gewidmete Ausstellung mit dem Titel Giannina Censi. Futurismus-Tanz.
Das Archiv der Tänzerin (Briefe, Presseausschnitte, Manuskripte, Fotografien) wird im Mart in Rovereto aufbewahrt.